# Robert Schneider (Maler, 1809)

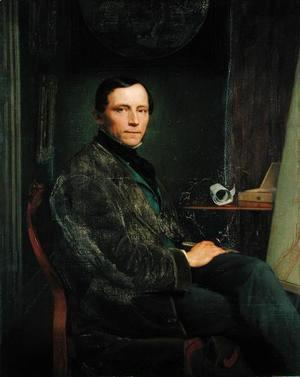
Selbstbildnis (1856)

Robert Schneider (* 25. Februar 1809 in Dresden; † 21. Oktober 1885 in Hamburg) war ein deutscher Maler. Er malte vor allem in Hamburg und Lübeck die bürgerliche und künstlerische Elite der Hansestädte.

## Leben

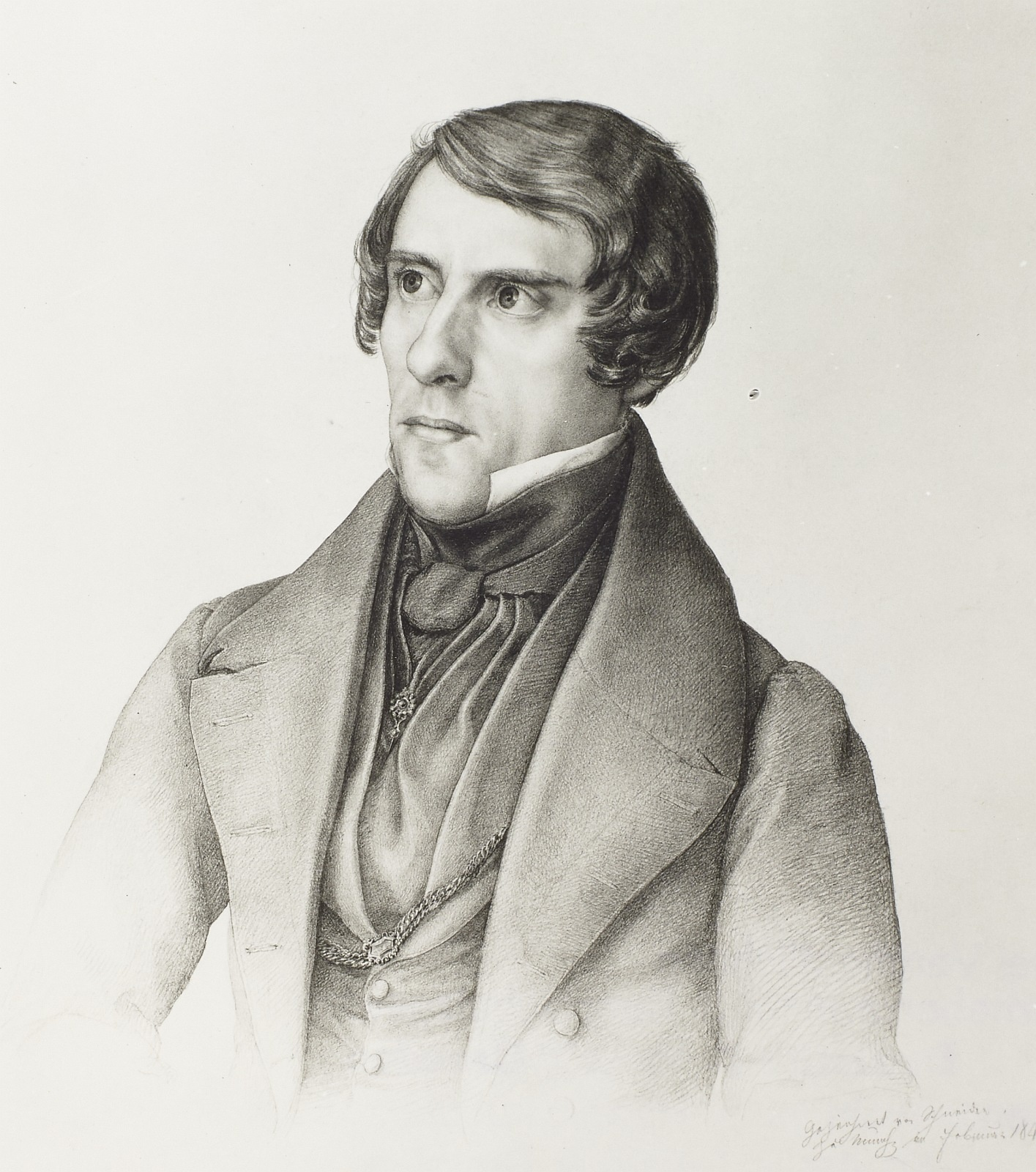
Porträt des Kunsthistorikers Georg Kaspar Nagler (Robert Schneider, 1841), Kupferstichkabinett Dresden

Der Sohn eines sächsischen Hofrats studierte an der Kunstakademie Dresden und war Schüler von Heinrich Gotthold Arnold. 1832 machte er die Bekanntschaft des Kunsthistorikers Carl Friedrich von Rumohr, der sein Gönner war und ihn veranlasste, nach Norddeutschland zu kommen. Schneider war ein Zeitgenosse von Friedrich Carl Gröger und Günther Gensler und gilt „als Nachfolger Grögers in der Gunst Hamburgs“. Zahlreiche Aufenthalte in Schleswig-Holstein: Eckernförde (1830), Schleswig (1834), Plön (1835, 1837, 1841), Kiel (1836, 1840). Eine Studienreise führte ihn im Sommer 1842 über Paris nach Italien.
Er wird beschrieben „als Meister der Porträtähnlichkeit“ und steht somit auf der Vorstufe der sich anbahnenden Porträt-Fotografie, wenngleich seine Bilder noch deutlich romantische Züge tragen und häufig von jenem raumfüllenden Blick der Abgebildeten gekennzeichnet sind, der für viele Porträts der Romantik charakteristisch ist und die Dominanz der Porträtierten in den großbürgerlichen und adligen Salons visualisierte. „Egal an welchem Punkt im Raum man steht, die oder der Porträtierte/r scheint einen immer anzublicken“, ein Stilelement, das sich in der Porträtmalerei Mitte des 19. Jahrhunderts großer Beliebtheit erfreute.

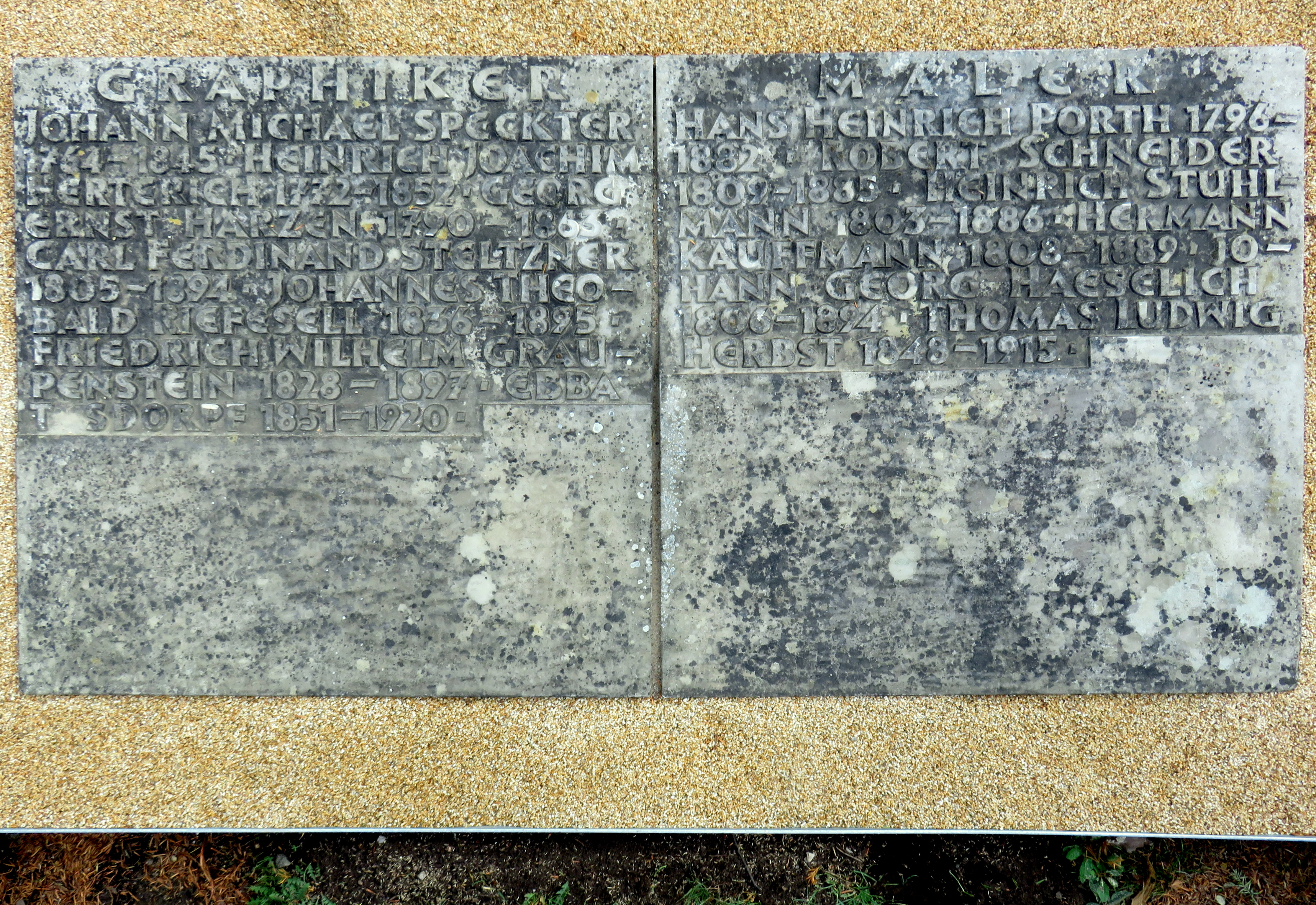
„Robert Schneider“, Sammelgrabmal Maler (rechts), Friedhof Ohlsdorf

Neben dem Porträt der Helene Franziska Binder, Tochter des Schauspielers und Theaterdirektors Friedrich Ludwig Schmidt, und Ehefrau des Bürgermeisters Nicolaus Binder sind in dem Katalog  „Der niederdeutsche Mensch im Hamburger Bildnis der Vergangenheit“ Porträts von Anna Hanbury, Nicolaus Binder, Maria Franziska Merck, geb. Schröder mit Kindern, Georg Heinrich Siemers, Lisette Amelie Siemers und Jacob von Hosstrup verzeichnet. Alle Bilder wurden 1928 auf der Ausstellung „Hamburger Bildnisse“ im Museum für Hamburgische Geschichte ausgestellt  zusammen mit anderen Werken norddeutscher Porträtmaler der Romantik wie Friedrich Carl Gröger, Johann Heinrich Wilhelm Tischbein, Jacob Gensler und Carl Theodor Demiani. Die Ausstellung im Museum für Hamburgische Geschichte war demnach nicht nur ein Spiegel der norddeutschen Porträtmalerei, sondern lieferte zugleich auch einen Einblick in die künstlerische, wirtschaftliche und politische Elite der Hansestadt. „Wir haben hier“, in Bezug auf Robert Schneider, „die Erzeugnisse einer Malkultur vor uns, die Eigentum jener Zeit war und sich auch den weniger Begabten mitteilte.“
Werke von Robert Schneider befinden sich  in der Staatlichen Kunstsammlung Dresden, dem Museum Behnhaus Lübeck und der Hamburger Kunsthalle. Robert Schneider war Mitglied im Hamburger Künstlerverein.
Auf dem Ohlsdorfer Friedhof, im Bereich des Althamburgischen Gedächtnisfriedhofs, nahe dem Haupteingang des Friedhofs wird auf dem Doppel-Sammelgrabmal der Graphiker und Maler unter anderen an Robert Schneider erinnert, dessen Name auf der rechten Maler-Grabplatte steht.

## Ausstellungen (Auswahl)
- 2019: Hamburger Schule – Das 19. Jahrhundert neu entdeckt (12. April bis 14. Juli), Hamburger Kunsthalle